# Tropaeolum trialatum
Tropaeolum trialatum là một loài thực vật có hoa trong họ Tropaeolaceae. Loài này được (Suess.) L. Andersson & S. Anderssson mô tả khoa học đầu tiên năm 2000.